# Leordoaia, Călărași
Leordoaia este un sat din componența comunei Hîrjauca, raionul Călărași, Republica Moldova.